# Thyropoeus
Thyropoeus es un género de arañas migalomorfas de la familia Migidae. Se encuentra en Madagascar.

## Lista de especies
Según The World Spider Catalog 11.5:
- Thyropoeus malagasus (Strand, 1908)
- Thyropoeus mirandus Pocock, 1895